# Wladimir von Pawlowski
Wladimir von Pawlowski (29 de agosto de 1891 - 1961) foi um advogado austríaco e político nazi, que serviu como Gauleiter (líder do partido) e Reichsstatthalter (governador do Reich) da Caríntia depois que a Áustria foi anexada pela Alemanha Nazi.
Pawlowski ocupou esses cargos de 1 de abril de 1940 a 27 de novembro de 1941. Antes do Anschluss, ele fazia parte do Landtag da Caríntia. Ele também era membro da Schutzstaffel (SS) com um número SS de 292.801. Em 21 de junho de 1939, ele foi promovido ao posto de SS- Standartenführer.